# Unterehrendingen
Unterehrendingen é uma comuna da Suíça, no Cantão Argóvia, com cerca de 1.657 habitantes. Estende-se por uma área de 3,33 km², de densidade populacional de 498 hab/km². Confina com as seguintes comunas: Freienwil, Lengnau, Niederweningen (ZH), Oberehrendingen, Schneisingen, Wettingen.
A língua oficial nesta comuna é o Alemão.